# Aorta (gruppo musicale)
Gli Aorta sono un gruppo musicale statunitense, formatosi a Rockford, IL, nel 1968 ed attivo fino al 1970.

## Storia del gruppo
Marty Grebb, Kal David e Peter Cetera, originari di Rockford, già dalla fine degli anni '50, allora quindicenni, suonavano assieme in un gruppo soul chiamato The Exceptions. Questo era poi diventato uno dei gruppi più popolari della zona di Chicago e produssero, a partire dal 1961, una serie di singoli (alcuni dei quali con il nome di Kal David & the Exceptions) di discreto successo per varie etichette (Ardore, Jay Records, Tollie, Cameo, Quill, Capitol, Mercury). A un certo punto eliminarono la "S" finale e trasformarono il nome in Exception.
A metà degli anni '60 la storia si fa un po' confusa. Registrarono anche un EP intitolato "A Rock & Roll Mass" (1966), ma poi il gruppo si scioglie e, mentre Marty Grebb si unirà ai Buckinghams, troveremo Peter Cetera tra i fondatori dei Chicago. Kal David sembrerebbe vada con gli H. P. Lovecraft e poi con gli Illinois Speed Press, ma probabilmente, almeno con questi ultimi, dovrebbe essere in parallelo agli Aorta.
Fatto sta che a un certo punto pensano di passare alla psichedelia e nel 1968 formano gli Aorta, registrando un singolo per la Atlantic. Vengono quindi contattati dal produttore Bill Traut (quello degli American Breed) che li porta alla Columbia, dove Bobby Jones prende il posto (al basso) di Peter Cetera che se ne era andato, come detto sopra, a formare i Chicago. Registrano così un altro singolo e due album. Anche se i loro album adesso sono ricercati, quella volta il notevole successo sperato non arriva e la formazione si rivoluziona. Troviamo Jim Donlinger e entra anche Michael Been (basso). Il secondo album viene registrato per la Happy Tiger. Seguono altri cambiamenti nella formazione (o forse lo scioglimento), come Jim Donlinger che lascia per unirsi ai Lovecraft (ex H.P. Lovecraft) e Michael Been che suonerà con i Fine Wine e con i Call.
La formazione originale si ritroverà per registrare degli spot per le forze armate americane, registrazioni che compaiono su un LP promozionale molto raro.
Gli Aorta saranno ristampati su CD nel 1996.

## Discografia

### Album
- 1969 - Aorta (Columbia Records, CS 9785)
- 1970 - Aorta 2 (Happy Tiger Records, HT-1010)

### Singoli
- 1968 - Shape of Things to Come/Strange (Atlantic Records, 2545)
- 1969 - Strange/Ode To Missy Mztsfpklk (Columbia Records, 44870)
- 1970 - Sandcastles/Willie Jean (Happy Tiger Records, 567)

## Formazione
- Kal David (voce, chitarra)
- Marty Grebb (batteria)
- Peter Cetera (basso)
- Michael Been (basso, chitarra, voce)
- Bobby Jones (basso)
- Jim Donlinger
- Jim Nyeholt